# ISO 7046
ISO 7046 er en ISO standard for en maskinskrue.
En maskinskrue ISO 7046 er en af de mest brugte maskinskruer indenfor befæstelse området.
| Gevind                | M1,6  | M2  | M2,5 | M3      | M4      |
| --------------------- | ----- | --- | ---- | ------- | ------- |
| Bredde dk:            | 3     | 3,8 | 4,7  | 5,5/5,6 | 8,4/7,5 |
| Bredde k:             | 1/,96 | 1,2 | 1,5  | 1,65    | 2,7/2,2 |
| Længde b:             | 15    | 16  | 18   | 19      | 22      |
| Bredde n:             | 0,4   | 0,5 | 0,6  | 0,8     | 1       |
| Krydskærvs Størrelse: | 0     | 1   | 1    | 1       | 2       |
| ISR:                  | T5    | T6  | T8   | T10     | T20     |

| Gevind                | M5      | M6      | M8        | M10     |
| --------------------- | ------- | ------- | --------- | ------- |
| Bredde dk:            | 9,3/9,2 | 11,3/11 | 15,8/14,5 | 18,3/18 |
| Bredde k:             | 2,7/2,5 | 3,3/3   | 4,65/4    | 5       |
| Længde b:             | 25      | 28      | 34        | 40      |
| Bredde n:             | 1,2     | 1,6     | 2         | 2,5     |
| Krydskærvs Størrelse: | 2       | 3       | 4         | 4       |
| ISR:                  | T25     | T30     | T40       | T50     |